# Taenioides jacksoni
Taenioides jacksoni is een  straalvinnige vissensoort uit de familie van grondels (Gobiidae). De wetenschappelijke naam van de soort is voor het eerst geldig gepubliceerd in 1943 door Smith.
De soort staat op de Rode Lijst van de IUCN als Gevoelig, beoordelingsjaar 1996.